# 石川県立金沢向陽高等学校
石川県立金沢向陽高等学校（いしかわけんりつ かなざわこうようこうとうがっこう、英: Ishikawa Prefectural Kanazawa Koyo High School）は、石川県金沢市大場町にある公立の高等学校。通称は「向陽（こうよう）」。

## 設置学科
- 普通科（2年次から下記のコースに分かれる）
  - ビジネス系
  - 生活科学系
  - 進学系（文系）
  - 進学系（理系）

## 概要
私立学校の旧・実践商業高等学校を石川県が買取り発足に至った経緯がある。石川県立金沢向陽高等学校としては1970年（昭和45年）開校で、普通科単位制となっている。
また進学においても、私立大学や専門学校へ行く生徒が多く、国公立大学へ行く生徒は少ないが、進学先地域の範囲は極めて広い。しかしその傾向は狭くなりつつある。

### その他
総合教育科目として「金沢学」という科目が設けて学外活動や発表会を行っている。また、図書室の一般開放や、公開講座も行っている。
ちなみに校歌の作詞者は「日本百名山」の著者深田久弥である。

## 沿革

### 経緯
元は石川県の私立学校法人稲置学園設置の星稜高等学校とは姉妹校の実践商業高等学校であったが、1970年（昭和45年）に石川県に運営が移管されて現在に至る。2000年（平成12年）度から単位制に変わり、2003年（平成15年）度から2学期制となる。

### 年表
- 1970年（昭和45年）
  - 1月1日 - 学校法人稲置学園実践商業高等学校が石川県へ移管され、石川県条例第53号により石川県立金沢向陽高等学校を新設。
  - 1月14日 - 石川県教育委員会規則第1号により全日制の普通科、商業科を設置（商業科は実践商業高校に在籍していた生徒のみ）。
  - 9月29日 - 校旗を樹立、校歌を披露。
  - 12月14日 - 新校舎起工式。
- 1971年（昭和46年）12月24日 - 金沢市大場町ホ10番地（現校地）に新校舎新築移転。
- 1972年（昭和47年）
  - 3月31日 - 商業科閉科。
  - 7月18日 - 新校舎竣工。
- 1973年（昭和48年）10月8日 - 第2体育館着工。
- 1974年（昭和49年）9月9日 - 第2体育館竣工式。
- 1978年（昭和53年）
  - 3月18日 - 格技場着工。
  - 8月30日 - 格技場完成。
- 1980年（昭和55年）
  - 2月27日 - 教室棟増築工事着工。
  - 9月26日 - 教室棟増築完成。
  - 9月30日 - 創立10周年記念式典挙行。
- 1989年（平成元年）9月27日 - 創立20周年記念式典挙行。
- 2000年（平成12年）4月1日 - 単位制に移行。
- 2003年（平成15年）4月1日 - 2学期制開始。
- 2019年（令和元年）10月12日 - 創立50周年記念式典挙行。

## 校訓・教育方針
- 校訓 - 自学
- 教育方針

1. 個性・能力の練磨
2. 規範意識に基づく行動
3. 共生社会に役立つ人材育成

## 部活動
バドミントンやアーチェリー、馬術が強く、バドミントンでは毎年、全国大会出場を遂げており、アーチェリーや馬術では、好成績を残している。最近では、野球部が2001年夏の県大会でベスト4まで進んだことがある。かつてはラグビーやバレーボールが強かったが、衰退の一途をたどってしまい、バレーボール部は復活を目指している。

### 運動部
- バドミントン部（女）
- バレーボール部（女）
- サッカー部
- 卓球部
- アーチェリー部
- 馬術部
- 野球部（休部中）
- テニス部（休部中）

### 文化部（同好会含む）
- 吹奏楽部
- 茶道部
- 華道部
- 美術部
- 写真部
- 書道部
- ハンドメイド部
- パソコン部
- JRCボランティア同好会
- 郷土史研究会
- 和太鼓同好会

## 交通
- 西日本JRバス才田線「向陽高校前」下車
- IRいしかわ鉄道線 森本駅から徒歩15分程度
- 北陸自動車道金沢東ICより5分

## 著名な関係者

### 出身者
- 篠井英介 - 俳優
- 柳家一九 - 落語家
- 田井美幸 - バドミントン選手。青山学院大学→NTT東日本所属
- 田井紀子 - バドミントン選手。青山学院大学→元三菱電機所属
- 梅津知恵 - バドミントン選手。トリッキーパンダース所属
- 伊東可奈 - バドミントン選手。ルネサス セミコンダクタ九州・山口（ルネサスSKY）所属
- 木村咲絵 - バドミントン選手。豊田自動織機所属
- 木村綾 - バドミントン選手。豊田通商所属
- 樽野恵 - バドミントン選手。NTT東日本所属
- 三谷美菜津 - バドミントン選手。NTT東日本所属
- 小野菜保 - バドミントン選手。再春館製薬所所属[2][3][4]
- 星千智 - バドミントン選手。日本ユニシス所属[4]
- 大家夏稀 -  バドミントン選手。NTT東日本所属[4]